# Masquerade
" Маскарад "- це рекламний сингл з другого альбому Guilty Pleasure, співачки і актриси Ешлі Тісдейл. Пісня була офіційно випущена для цифрового завантаження 15 червня 2009 року через магазини Amazon і ITunes в Сполучених Штатах.

## Інформація про пісню
Пісня була написана Шеллі Пейкен разом з Лією Хейвуд і Деніелом Джеймсом, і створено Dreamlab в Лос-Анджелесі, США , має мелодії поп-рок , що складаються з електричних гітар і барабанів .
Пісня стала переможцем конкурсу на офіційному сайті Ешлі Тісдейл в кінці травня 2009, де ж шанувальники вибрали пісню, яку вони хочуть почути. Протягом дня 23 червня 2009 , різке збільшення цифрових завантаженнь, і піня піднялася з 757 номера до позиції 92 протягом декількох годин, в списку найбільш викачуваних пісень через цифровий магазин Itunes в Сполучених Штатах .

## Заохочення
Пісня була введена на концерт Kiss 2009 і в декількох телевізійних шоу, таких як TRL Італії та Good Morning America , протягом місяця в травні і червні 2009 .